# Sääre (Hiiumaa)
Koordinaten: 58° 58′ N, 22° 55′ O

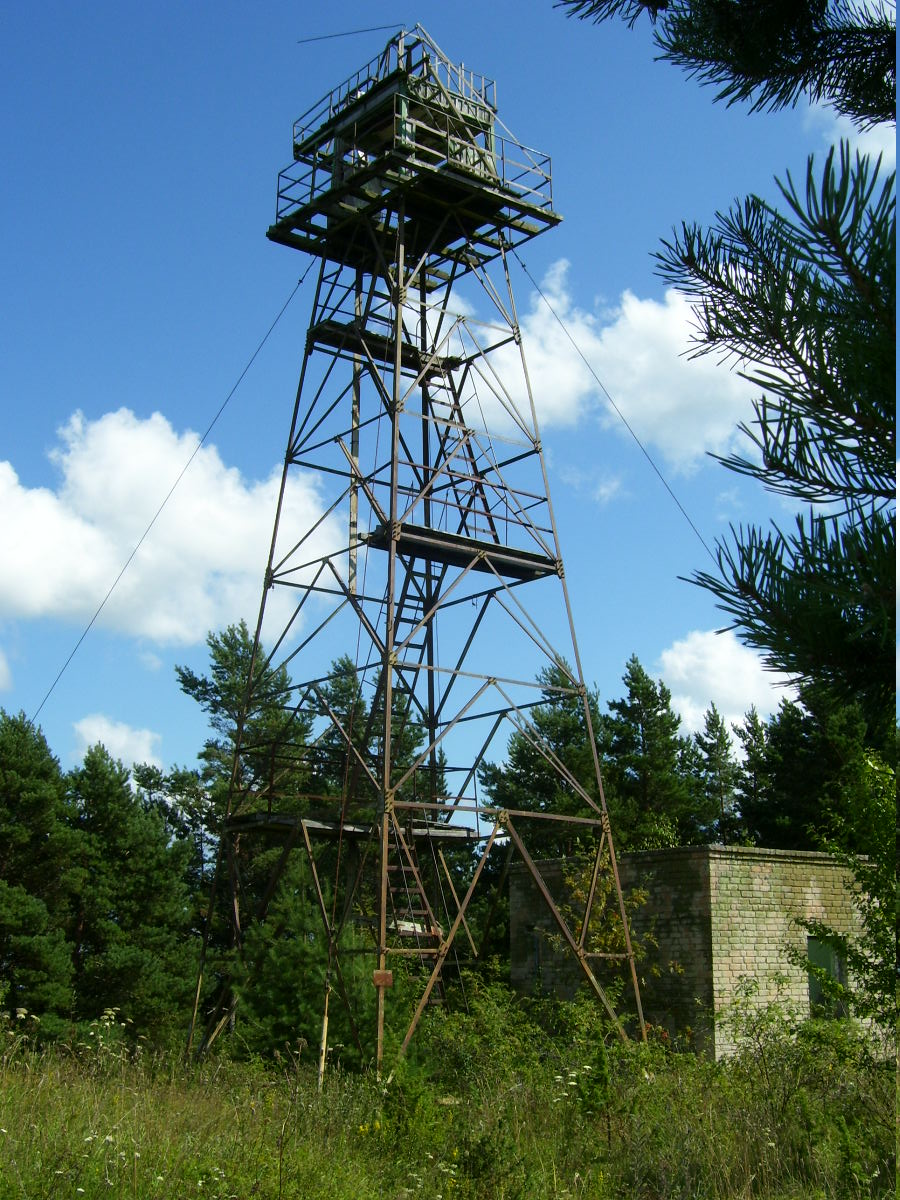
Beobachtungsturm an der nordöstlichen Landspitze Hiiumaas bei Sääre

Sääre ist ein Dorf (estnisch küla) in der Landgemeinde Hiiumaa (bis 2017: Landgemeinde Pühalepa). Es liegt auf der zweitgrößten estnischen Insel Hiiumaa (deutsch Dagö), direkt an der Ostseeküste.

## Beschreibung und Geschichte
Sääre hat heute 35 Einwohner (Stand 31. Dezember 2011). Der Ort wurde erstmals 1565 unter dem Namen Särle by urkundlich erwähnt. 1600 ist ein Hafen verzeichnet, Särle ham.
Nördlich des Dorfes erstreckt sich eine zwei Kilometer lange Landzunge in die Ostsee, die Sääre nina. Ihre Spitze bildet den nordöstlichsten Punkt der Insel Hiiumaa.